# 国营第六一六厂
国营第六一六厂，即北方通用动力集团有限公司六一六厂，是一家位于山西省大同市的装备制造企业，旧名山西柴油机厂、山西柴油机工业有限责任公司等，简称晋柴。曾是中国“第一个五年计划”期间建设的156项重点工程之一。2011年参与组建北方通用动力集团有限公司。北方通用动力集团是中国兵器工业集团的子公司。
国营第六一六厂筹建于1953年。1958年4月16日定名国营山西柴油机厂。1992年改名山西柴油机厂。
1954年2月，工厂聘请数名苏联专家协助在大同城西郊十里河西马军营村选址。1956年3月至1958年12月间，山西柴油机厂先后聘请了24位苏联专家。1960年5月，由于中苏交恶，苏联撤走了全部专家。
国营第六一六厂是中国唯一陆装装甲动力生产基地，也生产部分海军舰艇柴油发动机。

## 外部連結
- 北方通用动力集团有限公司六一六厂（页面存档备份，存于）